# 39/Smooth
39/Smooth é o álbum de estreia da banda Green Day, lançado em 1990 pela Lookout! Records, em vinil e cassete. Foi relançado em 2007 pela Warner.

## Faixas
Todas as faixas por Billie Joe Armstrong, exceto onde anotado.
| N.º | Título                         | Duração |  |
| 1.  | "At the Library"               | 2:28    |  |
| 2.  | "Don't Leave Me"               | 2:38    |  |
| 3.  | "I Was There (John Kiffmeyer)" | 3:36    |  |
| 4.  | "Disappearing Boy"             | 2:51    |  |
| 5.  | "Green Day"                    | 3:28    |  |
| 6.  | "Going To Pasalacqua"          | 3:30    |  |
| 7.  | "16"                           | 3:24    |  |
| 8.  | "Road To Acceptance"           | 3:35    |  |
| 9.  | "Rest"                         | 3:05    |  |
| 10. | "The Judge's Daughter"         | 2:34    |  |

## Recepção
O álbum foi bem recebido pela crítica especializada. O site AllMusic deu ao disco 3 de 5 estrelas, comentando: "39/Smooth não é um álbum realmente ótimo em primeiro lugar. Não é ruim, de forma alguma, e pode-se dizer que quase tudo nele pode ser transposto com um ligeiro ajuste auditivo aqui e ali para Kerplunk, Dookie, Insomniac ou Nimrod sem ninguém pestanejar." Pitchfork afirmou: "É matéria-prima, mas mesmo neste ponto os discos do Green Day estavam pelo menos metade decentemente gravados, ao contrário da maioria dos arranjos de lata e barbante de seus colegas e canções como 'At the Library' e 'Don't Leave Eu 'fui francamente humilde."

## Créditos
- Billie Joe Armstrong - Vocal, guitarra
- Mike Dirnt - Baixo, vocal de apoio
- John Kiffmeyer - Bateria, vocal de apoio